# Koncert (komposition)
 For alternative betydninger, se Koncert. (Se også artikler, som begynder med Koncert)
En koncert er et musikstykke for et soloinstrument med orkester.
Musikformen blev udviklet i barokken og har siden kun forandret sig lidt. Typisk er koncerten bygget op af en langsom mellemsats indrammet af to hurtige satser i begyndelse og slutning.
Populære instrumenter at skrive koncerter for i barokken var violin, obo, cembalo og mod slutningen af perioden også fløjte. I tidens løb er der ligeledes blevet lavet solokoncerter for så godt som ethvert instrument.
| Musik | Spire Denne musikartikel er en spire som bør udbygges. Du er velkommen til at hjælpe Wikipedia ved at udvide den. |